# Novosvětské sedlo
Novosvětské sedlo (polsky Przełęcz Szklarska, německy Neuweltpass) je dopravně významné horské sedlo jižně od vesnice Jakuszyce, oddělující od sebe Jizerské hory a Krkonoše. Prochází jím mezinárodní silnice I/10 z Prahy do polského přístavu Štětín, která tu kulminuje v nadmořské výšce 886 m. Přes průsmyk vede i železniční trať a nachází se tu nejvyšší bod Polské železnice. Do roku 2007 (vstup do Schengenského systému) se jižně od sedla nacházel česko-polský hraniční přechod Harrachov – Jakuszyce.